# Zsigalovo
Zsigalovo (oroszul: Жигалово) városi jellegű település Kelet-Szibériában, Oroszország Irkutszki területén, a Zsigalovói járás székhelye.
Lakossága: 5369 fő (a 2010. évi népszámláláskor).

## Fekvése
Az Irkutszki terület déli részén, Irkutszk területi székhelytől 400 km-re északra, a Felső-Léna bal bartján helyezkedik el. Folyami kikötő. Délnyugat felé közút köti össze az Angara partjával és a folyón át (híd nincs) Zalari vasútállomásával (240 km), a transzszibériai vasútvonal Tajset–Irkutszki szakaszán. 

## Története
Bizonyos Jakov Zsigalov áttelepülő 1723-ban két faházat épített a Léna partján, ezzel megvetette alapját a leendő településnek. A faluban földműveléssel, állattartással (főként lovakkal és szarvasmarhával) foglalkoztak, saját szükségletre halásztak, vadásztak. A Lénán meginduló gőzhajózásnak fontos szerepe volt a település további fejlődésében. Zsigalovóban 1900-ban egy környékbeli kereskedő két gőzhajót építtetett; 1910-ben két fűrészüzem működött; 1912-ben az aranybányászatban érdekelt „Lenzoloto” társaság hajók áttelelésére és javítására alkalmas telepet alakított ki. Akkoriban a Léna jelentette az egyetlen kapcsolatot Irkutszkból az északi Jakutföld és a Vityim–Oljokma környéki aranylelőhelyek felé. Zsigalovo az átutazók egyik állomáshelye volt, ahol az 1910-es években posta- és távíróállomás, több vendégfogadó is működött. 1926-ban járási székhely lett. 
1933-ban a korábbi hajójavító telepet átalakították hajógyárrá. A vállalat története során több mint 250 folyami vontató-, szállító-, tartályhajót és különféle más hajótípust bocsátott ki.

## A 21. században
A település gazdasági életét alapvetően befolyásoló hajógyár a Szovjetunió felbomlása utáni években nehéz időket élt át; megrendelései visszaestek, csaknem elfogytak, de talpon maradt. Ez az egyetlen állami tulajdonban lévő hajóépítő vállalat Szibériában.
Zsigalovótól messzebb, de részben a járás területén Kelet-Szibéria legnagyobb földgázmezőjét rejti a föld. A koviktai gázmező kiaknázása a 2010-es évek közepétől, második felétől várható. A tajgán keresztül vezető távvezeték fektetését 2014-ben elkezdték, és a tervek szerint Zsigalovo lesz az első település, ahova a gázvezeték megérkezik. 